# Mishima (Osumiöarna)

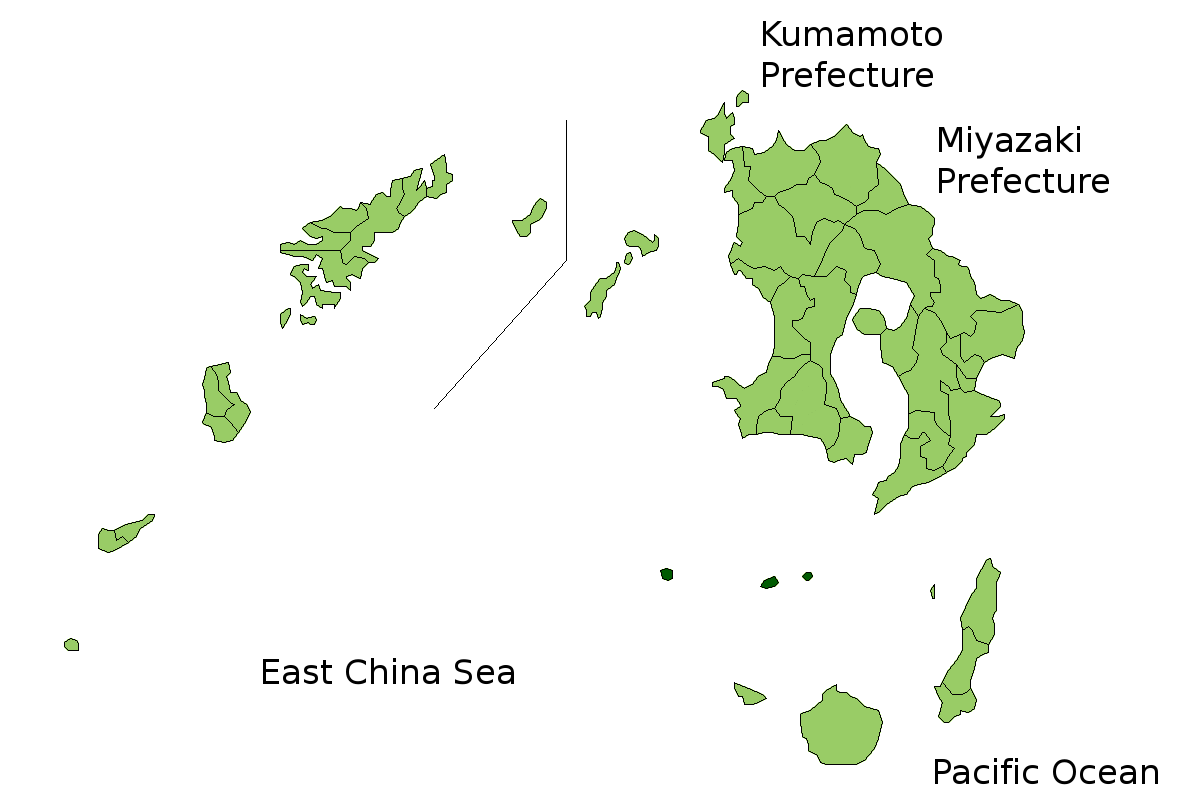
Lägeskarta

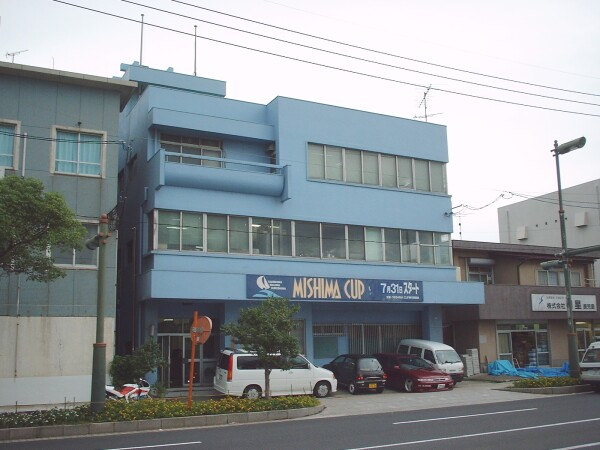
Mishimas förvaltningsbyggnad i Kagoshima

Mishima (japanska: 三島村, Mishima-mura) är en kommun i prefekturen Kagoshima i södra Japan.

## Geografi
Mishima är huvudort på ön Kuro-shima bland Osumiöarna.
Den egentliga orten har ca 230 invånare medan kommunens förvaltningsområde har ca 460 invånare och täcker en yta av ca 32 km² (1). Hamnen har regelbundna färjeförbindelser med Kagoshima på fastlandet där även själva förvaltningen ligger.
Mishima betyder "3 öar" och syftade från början på de 3 västra öarna Kuro-shima (黒島), Io-shima (硫黄島), (även Iou-jima) och Take-shima (竹島) bland Osumiöarna.
Mishima-muras förvaltningsområde omfattar numera dessa 3 öar medan övriga öar bland Osumiöarna utgör staden Nishinoomote-shi.

## Historia
Orten är en del av den gamla staden Jitto. Jitto och öarna utgjorde fram till 1609 en del i det oberoende kungadöme, Kungariket Ryukyu.
1609 invaderades Ryūkyūriket av den japanska Shimazuklanen under den dåvarande Daimyo som då kontrollerade området i södra Japan. Området införlivades sedan i Shimazuriket.
1879 under Meijirestaurationen införlivades riket i Japan, och öarna blev först del i länet Satsuma provinsen och 1897 del i Osumi provinsen.
1908 återskapades Jitto som stadsområde.
Under Andra världskriget ockuperades området våren 1945 av USA. De 3 Mishimaöarna förblev under japansk förvaltning och bildade då kommunen Mishima. Övriga öar förvaltades av USA fram till 1953 då de återlämnades till Japan. Efter återlämnandet delades Jitto sedan i nuvarande Toshima-mura och Mishima-mura.
1973 införlivades båda områden i Kagoshima-distriktet som del i Kagoshimaprefekturen.